# مونته
شهر مونته  در بخش مونته در ایالت وله در کشور سوئیس واقع شده‌است که ۱۴٬۹۰۰ نفر جمعیت دارد.